# Clapra atalanta
Clapra atalanta är en fjärilsart som beskrevs av William Schaus 1912. Clapra atalanta ingår i släktet Clapra och familjen nattflyn. Inga underarter finns listade i Catalogue of Life.